# 涙そうそう (映画)
『涙そうそう』（なだそうそう）は、2006年の日本映画。主演は妻夫木聡と長澤まさみ。TBSテレビ50周年記念企画「涙そうそうプロジェクト」の劇場映画化作品。
歌謡曲「涙そうそう」（作詞：森山良子・作曲：BEGIN）の歌詞をモチーフに映画化し、『いま、会いにゆきます』を手掛けた土井裕泰が監督を務めた。
2006年9月30日より全国東宝系映画館で上映が開始された。

## あらすじ
沖縄県那覇市で自分の店を持つことを夢見て、市内の市場や居酒屋で必死に働く新垣洋太郎（妻夫木聡）。ある日、高校に合格した洋太郎の妹・新垣カオル（長澤まさみ）が離島から那覇にやってきた。2人は幼い頃、母親を病気で亡くし、親戚のもとで育った。

## 出演
- 新垣洋太郎：妻夫木聡（幼少期：広田亮平）
- 新垣カオル：長澤まさみ（幼少期：佐々木麻緒・春名風花）
- 稲嶺恵子：麻生久美子
- 島袋勇一：塚本高史
- 新垣ミト(おばあ）：平良とみ
- みどり：森下愛子
- 医者：大森南朋
- 亀岡：船越英一郎（友情出演）
- カオルの高校の担任：与座嘉秋
- マスター：普久原明
- 金城昭嘉（カオルの父）：中村達也
- 稲嶺義郎（恵子の父）：橋爪功
- 新垣光江（洋太郎の母）：小泉今日子
- 市場のおばぁ : 大城美佐子

## スタッフ
- 製作者：八木康夫
- 監督：土井裕泰
- 脚本：吉田紀子
- プロデューサー：濱名一哉、那須田淳、 進藤淳一
- ラインプロデューサー：坂本忠久
- 音楽：千住明
- 撮影：浜田毅
- 美術：小川富美夫
- 照明：松岡泰彦
- 録音：武進
- 編集：穂垣順之助
- 記録：鈴木一美
- 助監督：猪腰弘之
- 製作担当：森太郎
- ステディカム：清久素延
- 音響効果：佐々木英世
- 選曲：浅梨なおこ
- 殺陣：山田一善
- 操演：岸浦秀一
- 撮影車：野呂慎治、永田崇明
- ロケ協力：沖縄フィルムオフィス　ほか
- 特別協力：全日本空輸
- 製作協力：フィルムフェイス
- 配給：東宝
- 製作：「涙そうそう」製作委員会（TBS、アミューズ、東宝、ホリプロ、TBS R&C、MBS）

## 使用曲
- 主題歌：夏川りみ「涙そうそう」（ビクターエンタテインメント）
- 挿入歌：BEGIN「三線の花」（インペリアルレコード）
- 挿入歌（居酒屋のシーン）：東風「太陽（てぃだ）」（未リリース曲）
- 挿入歌（にいにの葬列のシーン）: 大城美佐子「ナークニー」

## 受賞
- 第30回日本アカデミー賞[2]
  - 優秀主演男優賞（妻夫木聡）
  - 優秀主演女優賞（長澤まさみ）

## 漫画版
山田秀樹の作画により、幻冬舎コミックスから2006年11月24日に刊行された。（ISBN 9784344808683）